# Dom Feliciano
Dom Feliciano (dawna nazwa São Feliciano) – miasto w stanie Rio Grande do Sul, w południowo-wschodniej Brazylii, w dorzeczu Rio Camaquã.
Nazwa miasta wywodzi się od polskiej nazwy kolonii – Dom, z powodu dużej populacji imigrantów z Polski (90%), przybyłych w 1861 roku, którzy później przenieśli się do Dom Feliciano.
Obecna nazwa jest ku czci pierwszego biskupa Gaúcho, Feliciano Prates Rodrigues, który pod koniec rewolucji łachmaniarzy (port. Revolução Farroupilha) był z rodziną w wiosce São Feliciano, której nazwą przyjęto w hołdzie dla włoskiego świętego, co dało w końcu nazwę Dom Feliciano. Kiedy utworzono archidiecezję Porto Alegre, Feliciano, którzy do tej pory był księdzem, został wyniesiony do rangi biskupa i stanął na czele archidiecezji.
W 2009 roku, populacja wynosiła 15 300 mieszkańców, z czego 90% to polscy imigranci.
Odległość do stolicy stanu Porto Alegre wynosi 170 km.